# Reinaldo Arenas
Reinaldo Arenas (ur. 16 lipca 1943 w prowincji Oriente, zm. 7 grudnia 1990 w Nowym Jorku) – kubański poeta, pisarz i dramaturg.
W Polsce ukazała się jego autobiograficzna powieść Zanim zapadnie noc. Na jej podstawie reżyser Julian Schnabel nakręcił w 2000 film pod tym samym tytułem. Rolę Arenasa zagrał w nim hiszpański aktor Javier Bardem, który otrzymał za ten występ szereg nagród, m.in. Puchar Volpiego dla najlepszego aktora na 57. MFF w Wenecji oraz nominację do Oscara.
Zmarł śmiercią samobójczą.

## Twórczość
- Celestino antes del alba, 1967
- El mundo alucinante, 1969
- Con los ojos cerrados, 1972
- El palacio de las blanquísimas mofetas, 1980
- La vieja Rosa, 1980
- El central, 1981
- Termina el desfile, 1981
- Otra vez el mar, 1982
- Arturo, la estrella más brillante, 1984
- Persecución, 1986
- La Loma del Angel, 1987
- El asalto, 1988
- El portero, 1989
- Viaje a La Habana, 1990
- El color del verano, 1991
- Final de un cuento (El Fantasma de la glorieta), 1991
- Zanim zapadnie noc (Antes que anochezca), 1992